# Apristurus
Apristurus är ett släkte av hajar. Apristurus ingår i familjen rödhajar.
Arterna har ett avplattat huvud och en enhetlig kroppsfärg. De kännetecknas av två ryggfenor som ligger längre bak på kroppen och den första ligger ovanför bukfenan. Ryggfenorna saknar taggstrålar. Mellan den stora och långsträckta analfenan och stjärtfenan finns en klaff. Kring munnen finns långa rännor. Honor lägger ägg.
Släktets medlemmar förekommer i olika hav.

## Bildgalleri

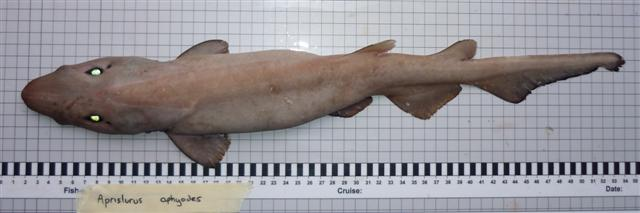
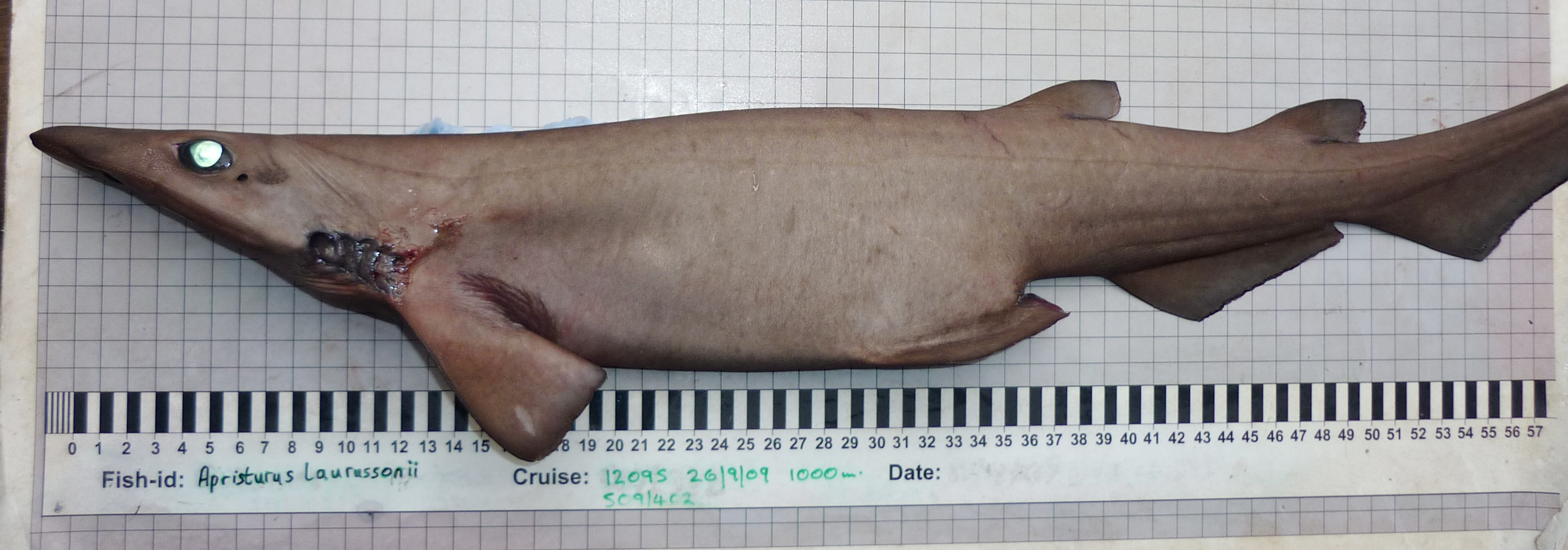
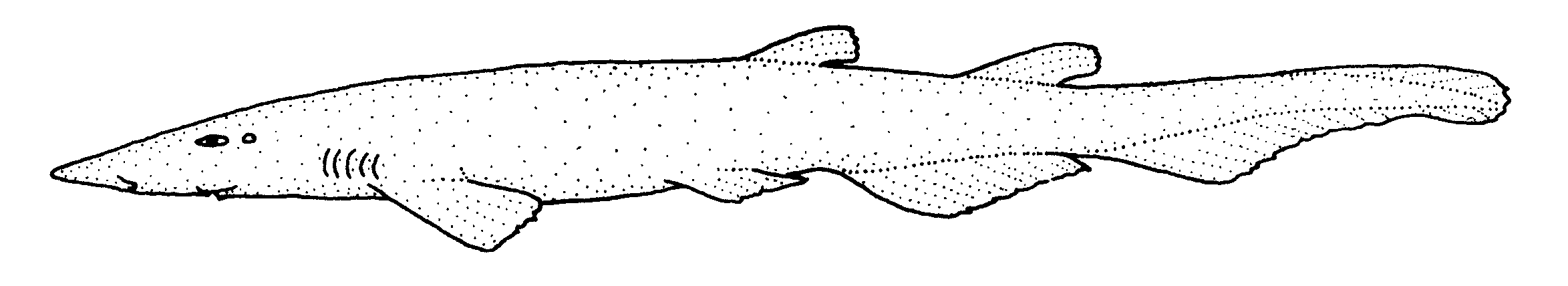
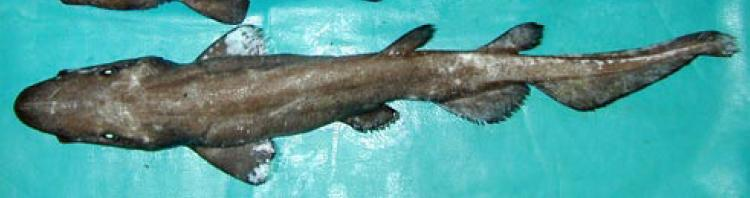
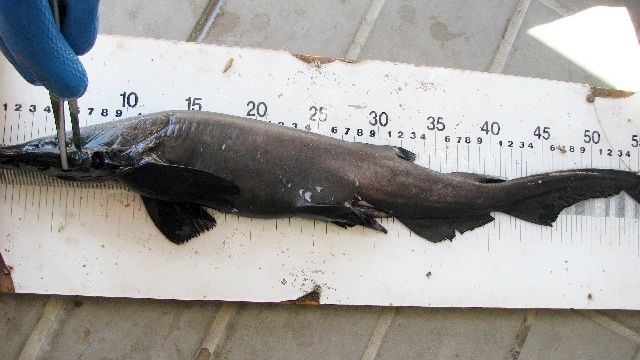
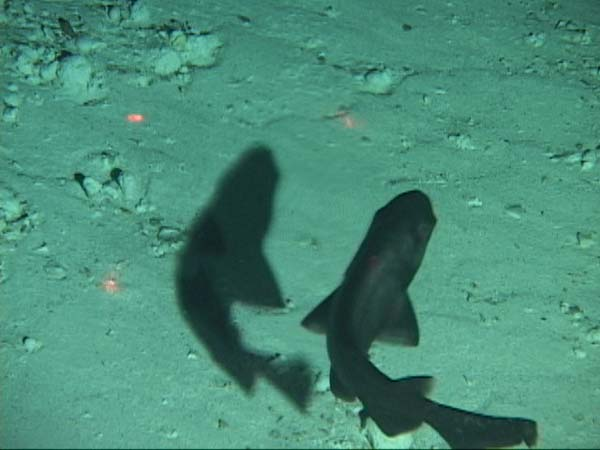

## Dottertaxa tillApristurus, i alfabetisk ordning[1]
- Apristurus albisoma
- Apristurus ampliceps
- Apristurus aphyodes
- Apristurus australis
- Apristurus brunneus
- Apristurus bucephalus
- Apristurus canutus
- Apristurus exsanguis
- Apristurus fedorovi
- Apristurus gibbosus
- Apristurus herklotsi
- Apristurus indicus
- Apristurus internatus
- Apristurus investigatoris
- Apristurus japonicus
- Apristurus kampae
- Apristurus laurussonii
- Apristurus longicephalus
- Apristurus macrorhynchus
- Apristurus macrostomus
- Apristurus manis
- Apristurus melanoasper
- Apristurus microps
- Apristurus micropterygeus
- Apristurus nasutus
- Apristurus parvipinnis
- Apristurus ovicorrugatus
- Apristurus pinguis
- Apristurus platyrhynchus
- Apristurus profundorum
- Apristurus riveri
- Apristurus saldanha
- Apristurus sibogae
- Apristurus sinensis
- Apristurus spongiceps
- Apristurus stenseni